# Matt e Jenny
Matt e Jenny (Matt and Jenny; anche Matt and Jenny on the Wilderness Trail) è una serie televisiva canadese in 26 episodi trasmessi per la prima volta nel corso di una sola stagione dal 1979 al 1980. È una serie d'avventura incentrata sulle vicende di due ragazzini orfani in viaggio da soli nel Canada.

## Trama
Matt e Jenny, due ragazzi inglesi, sono in viaggio su una nave con la loro madre verso il Canada in cerca di fortuna. Quando la madre muore di tifo durante il viaggio, i due restano orfani. Sbarcati ad Halifax, si mettono alla ricerca dei loro parenti. Ad aiutarli nella ricerca sono Adam Cardston e Kit.

## Personaggi e interpreti
- Jenny Tanner, interpretata da Megan Follows.
- Matt, interpretato da Derrick Jones.
- Cardston, interpretato da Neil Dainard.
- Kit, interpretato da Duncan Regehr.

## Produzione
La serie fu prodotta da Manitou Productions in associazione con Polytel Films Limited Global Television Network e girata nei Toronto International Film Studios a Kleinberg, nell'Ontario in Canada. Le musiche furono composte da Ron Harrison. Tra gli sceneggiatori è accreditato William Davidson in 10 episodi.

## Distribuzione
La serie fu trasmessa in Canada dal 21 ottobre 1979 al 20 aprile 1980  sulla rete televisiva Canadian Broadcasting Corporation. In Italia è stata trasmessa con il titolo Matt e Jenny.
Alcune delle uscite internazionali sono state:
- in Canada il 21 ottobre 1979 (Matt and Jenny)
- in Francia il 7 gennaio 1981 (Matt et Jenny)
- in Germania Ovest (Abenteuer im Ahornland)
- in Italia (Matt e Jenny)

## Episodi
| Stagione       | Episodi | Prima TV Canada |
| -------------- | ------- | --------------- |
| Prima stagione | 26      | 1979-1980       |